# Arcidiecéze Sassari
Arcidiecéze Sassari (latinsky Archidioecesis Turritana) je římskokatolická metropolitní arcidiecéze v Itálii, která je součástí Církevní oblasti Sardinie. Její arcibiskup si nárokuje tradiční titul Primas Sardinie a Korsiky, což je popíráno arcibiskupy v Cagliari. Katedrálou je kostel sv. Mikuláše v Sassari. Současným arcibiskupem je od 27. června 2017 Mons. Gian Franco Saba.